# Taczanowski's tinamoe
Taczanowski's tinamoe (Nothoprocta taczanowskii) is een vogel uit de familie tinamoes (Tinamidae). De wetenschappelijke naam van de soort is voor het eerst geldig gepubliceerd in 1875 door Sclater en Salvin. De vogel is genoemd naar de Poolse ornitholoog Wladyslaw Taczanowski.

## Voorkomen
De soort is endemisch in het zuidelijke deel van Centraal-Peru. De soort komt onder andere voor in het nationaal park Manú.

## Beschermingsstatus
Op de Rode Lijst van de IUCN heeft de soort de status kwetsbaar. Volgens BirdLife International leven er nog 1500 tot 7000 volwassen dieren in het wild.